# Carlos Alberto (ur. 1984)
Carlos Alberto, właśc. Carlos Alberto Gomes de Jesús (ur. 11 grudnia 1984 w Rio de Janeiro) – brazylijski piłkarz, który występował na pozycji ofensywnego pomocnika. W latach 2003–2005 kilkukrotny reprezentant Brazylii. Zwycięzca Ligi Mistrzów z FC Porto w sezonie 2003/04.

## Kariera klubowa
Carlos Alberto zaczynał karierę we Fluminense FC, gdzie w 2002 roku zdobył Campeonato Carioca. W styczniu 2004 roku przeniósł się do FC Porto (trenerem był wówczas José Mourinho). Z tym klubem zdobył mistrzostwo Portugalii oraz Puchar Mistrzów. W finale tych rozgrywek, w meczu z AS Monaco, wygranym przez Porto 3-0, Carlos Alberto strzelił pierwszego gola.
Na początku 2005 roku przeniósł się do Corinthians Paulista. Z tym klubem w 2005 roku zdobył Campeonato Brasileiro. Po kłótniach z trenerem klubu, Émersonem Leão, został na cały rok 2007 wypożyczony do swojego pierwszego klubu, Fluminense. Latem 2007 za 7,8 miliona euro trafił jednak do niemieckiego Werderu Brema. 